# ГЕС Жинвалі
ГЕС Жинвалі — гідроелектростанція у Грузії за чотири десятки кілометрів на північ від столиці країни Тбілісі. Використовує ресурс із річки Арагві, лівої притоки Кури (басейн Каспійського моря).
У межах проєкту річку перекрили кам'яно-накидною греблею із глиняним ядром висотою 102 метри, довжиною 415 метрів та товщиною від 9 (по гребеню) до 485 (по основі) метрів. Вона потребувала 5,6 млн м3 матеріалу, крім того, здійснили екскавацію 5,9 млн м3 породи. Гребля утримує водосховище з об'ємом 520 млн м3, у тому числі корисний об'єм 370 млн м3.
Розташований неподалік греблі машинний зал споруджений у підземному виконанні на глибині 110 метрів. Він має розміри 61х15 метрів при висоті 41 метр та потребував екскавації 138 тис. м3 породи та використання 62 тис. м3 бетону.
Основне обладнання станції становлять чотири турбіни типу Френсіс потужністю по 32,5 МВт, які при напорі у 128 метрів забезпечують виробництво 485 млн кВт·год електроенергії на рік.
Відпрацьована вода потрапляє у відвідний тунель довжиною 8,6 км із діаметром 5 м, прокладання якого потребувало вибірки 290 тис. м3 породи та використання 65 тис. м3 бетону. Далі трасу продовжує відкритий канал довжиною 1 км, який виводить до розташованого на правобережжі річки нижнього балансувального резервуара, з якого вода через шлюз скидається до Арагві.
Окрім виробництва електроенергії, комплекс задіяний у водопостачанні Тбілісі.